# Acacia simmonsiana
Acacia simmonsiana är en ärtväxtart som beskrevs av O'leary och Bruce R. Maslin. Acacia simmonsiana ingår i släktet akacior, och familjen ärtväxter. Inga underarter finns listade i Catalogue of Life.